# Dragon Ball
Dragon Ball är en mangaserie ritad och skriven av Akira Toriyama. Dess handling bygger i början löst på Färden till Västern, men förlorar senare alla likheter med denna förlaga.
Serien publicerades ursprungligen i tidningen Shūkan Shōnen Jump från 1984 till 1995 för att sedan publiceras i 42 pocketvolymer.

## Bakgrund
Dragon Ball handlar om en pojke vid namn Son Goku. Son Goku är ovanligt stark och har en svans som får honom att förvandlas till en jättelik apa vid fullmåne.
Det var Son Goku som trampade ihjäl sin egen morfar, men det vet han inte, då han helt förlorar medvetandet i och med förvandlingen till jätteapan. En dag träffar Son Goku en flicka vid namn Bulma, hon letar efter drakkulor och får genom sin drakkuleradar reda på att Goku har en. Sammanlagt finns det sju drakkulor och när man hittar alla sju så kommer en drake fram vid namn Shenlong. Av honom får man önska sig en sak. När man har önskat sig något så blir alla drakkulor till sten i ett helt år och sprids ut över hela jorden. Alltså tar det ett helt år innan man kan önska sig något igen.
På sin resa efter drakkulorna får Goku många vänner och fiender. Till slut får han veta att han inte är från jorden utan kommer från en annan planet. Han får även reda på att han har en bror vid namn Raditz som avslöjar att Gokus riktiga namn är Kakarott och tillhör det mäktiga krigarfolket saiyajinerna. Raditz avslöjar även att Goku skickades till jorden med ett uppdrag, att förinta alla människor på jorden. Goku kommer dock inte ihåg att han kommer från en annan planet vid namn Vegeta eller uppdraget. För när Goku var liten hittade hans "morfar" honom i skogen och tog med honom hem. Problemet är att Goku var väldigt argsint och gick inte att handskas med, men en dag råkar Goku falla ner så att han slår i sitt huvud. Slaget gjorde att han glömde allt om sitt uppdrag och förvandlas till en snäll pojke som inte gör en fluga förnär. Han tror även att han kommer från jorden. Goku får reda på att hans släkte (saiyajinerna) nästan har blivit utplånat på grund av att Freezer, som är en mycket ond krigare, förintade hela planeten Vegeta för att bli starkast i universum och för att han inte skulle behöva vara rädd för om någon saiyajin skulle bli en super-saiyajin. Dock så dödade inte Freezer alla saiyajiner, de som fanns kvar var Vegeta (döpt efter planeten och sin far kung Vegeta), Nappa, Raditz och Son Goku. Goku fick senare även en son, som han döpte efter sin "morfar" Son Gohan. Goku lyckas att bli en supersayiajin och tar kål på Freezer, senare i serien blir även Vegeta och Son Gohan supersaiyajiner. I och med att de blir supersaiyajiner får de en kraft som inte går att övervinna – och ju närmare döden saiyajiner kommer i strid, desto starkare blir de.
Son Gohan (ibland bara Gohan) är den förstfödde sonen till Son Goku och hans fru Chichi. Han presenteras inte förrän i volym #17 i mangan och i de första avsnitten av Dragon Ball Z. Gohan är den första saiyajin/människohybriden i serien. Goku får även en till son med sin fru Chichi. Han heter Son Goten och är bästa vän med Vegetas son Trunks (son till Vegeta och Bulma), Vegeta får även en dotter som heter Bura.

## Figurer
- Son Goku är series huvudperson. Han framstår ofta som naiv, vilket skapar både humoristiska och dramatiska situationer. Goku också empatisk, även mot sina tidigare fiender. Ett av de främsta exemplen på det är när han begraver Vegeta efter att denne mördats av Freezer.
- Son Gohan är Gokus son, och med tiden seriens huvudperson jämte Goku.
- Piccolo är från början Gokus fiende och son till Överdjävulen Piccolo. Efter Son Gokus död kidnappar han Gohan för att träna denna inför saiyanjinernas attack mot jorden. Piccolos baktanke är att göra Gohan till sin lärling för att senare ta makten över jorden efter att saiyanjinerna stoppats. Dock bildas ett nära band mellan Piccolo och Gohan vilket leder till Piccolos omvändning.
- Vegeta är saiyanjinernas prins och introduceras som Son Gokus fiende, men utvecklas med tiden till en antihjälte. Han har en långtgående rivalitet med Son Goku och även när han ställer sig till hjältarnas sida är hans motivation att överträffa Goku. Vegeta är en av seriens mest populära figurer och har gett inspiration till liknande "rivalfigurer" i andra mangaserier som Sett Kaiba i Yu-Gi-Oh och Sasuke i Naruto.
- Lord Freezer är den längst förekommande antagonisten (volym #21 till #29). Han är en intergalaktisk krigsherre som förslavat och utrotat flera folk över galaxen och planerar att använda drakkulorna för att bli evigt ung och odödlig. Freezer har 4 skepnader; efter var förvandling dubbleras hans krafter.
- Bulma är dotter till en uppfinnare som möter Son Goku när hon letar efter drakkulorna. Till skillnad från de andra huvudpersonerna blir Bulma aldrig en krigare, men tillhandahåller genom sitt intellekt en mängd uppfinningar som hjälper de andra hjältarna.
- Kuririn är Son Gokus bäste vän och ständige följeslagare.
- Kame-Sennin, Sköldpaddornas herre, är en pervers kampsportsmästare som tränade Gokus morfar och senare tränar Goku och Kuririn. Han är en stor figur i de tidigare äventyren, men efter volym #17 hamnar han mest i bakgrunden.
- Chi-Chi, Son Gokus fru och mamma till Son Gohan. Goku och Gohans toffelhjälte-inställning till henne blir ofta en källa för humor i serien.
- Cell, en ond cyborg skapad av DNA från Goku, Piccolo, Freezer, Nappa och Vegeta.
- Raditz är Son Gokus bror och antagonisten i volym #17. Hans introduktion var början på en ändring i seriens riktning från fantasy till science fiction.
- Nappa är Vegetas högra hand och en elitkrigare bland saiyanjinerna. Han är den huvudsaklige antagonisten i volym #19 och tar livet av flera av hjältarna från de tidiga äventyren.

## Utgivning
Dragon Ball är indelad i fem kategorier i mangaformat och fem kategorier i anime-form.

### Manga
I manga finns Dragon Ball utgiven på svenska dels som Dragon Ball och dels som Dragon Ball Z. (Dessutom finns också Dragon Ball GT, Dragon Ball SD och Dragon Ball Super.)
Den svenska utgivningen gick med förlust i två år innan den plötsligen blev en enorm succé.
1. Drakkulornas hemlighet (2000)
2. Draken Shenlong
3. Kame-Sennins kampskola
4. Den stora turneringen
5. På jakt efter morfar
6. Monster nummer 8
7. Fällornas labyrint
8. Tornets mästare
9. Spågummans krigare
10. Mirakelkuren
11. Son-Goku mot Kuririn (2000)
12. Ondskans krafter (2001)
13. Det magiska vattnet
14. Piccolos hemlighet
15. Chichi
16. Giganternas duell
17. Son-Gokus bror
18. Äventyr i himlen
19. Kampen mot Nappa
20. Vegetas nederlag
21. Destination Namek!
22. Zaabon och Dodoria
23. Specialtrupperna
24. Gestaltväxlaren
25. Tre önskningar (2001)
26. Son-Gokus återkomst (2002)
27. Superkrigaren
28. Freezers nederlag
29. Vegetas framgång
30. Cyborgerna
31. Cell
32. Ultrakrigarna
33. Den oövervinnelige
34. Son-Goku mot Cell
35. Tillbaka till framtiden (2002)
36. En ny hjälte (2003)
37. Krigslist
38. Trollkarlarna
39. Boo
40. Fusionen
41. Den avgörande striden
42. Avskedet (2003)

### Anime
I anime-form är Dragon Ball utgiven i fem olika varianter: Dragon Ball, Dragon Ball Z, Dragon Ball GT, Dragon Ball Kai, Dragon Ball Super och Dragon Ball Daima.
Dragon Ball GT är inte skriven av Akira Toriyama utan är gjord av filmbolaget Tōkyō Eiga Animation (förkortat TOEI Animation). Toriyama har bara varit överskådare över projektet och sett till att det höll samma standard som den ursprungliga serien.
Det har även kommit ut flera tecknade filmer och specialavsnitt, varav vissa av dem inte hör till någon av tv-serierna.

#### Video
Dragon Ball har getts ut på både VHS och DVD. I Sverige finns dock Dragon Ball bara utgivet på DVD som Dragon Ball Z, och då bara utvalda långfilmer och TV-specialer.
1. Starkast i världen
2. Det stora slaget
3. Hotet från Namek
4. Jakten på Garlic
5. Kraftmätningen
6. Robotarna anfaller
7. De tre androiderna
8. Den nya planeten
9. Galaxens superhjälte
10. Gokus far
11. Trunks historia

Dragon Ball på DVD finns på engelska samlad i flera volymer, utgivna från USA och Australien. Även Dragon Ball Z och Dragon Ball GT finns på DVD på engelska utgivna i USA och Australien.

### Annat
Dragon Ball finns även i serietidningsformat och som tv-serie. På sin storhetstid fanns allt från kläder till frukostflingor med figurer från Dragon Ball.

### Spelfilm
Det har kommit tre spelfilmer baserade på Dragon Ball. Den senaste spelfilmen, Dragonball Evolution från 2010, är den enda som kommit på DVD i Sverige.

### Datorspel
Det har även kommit datorspel baserade på Dragon Ball, bland annat till Nintendo DS och Playstation 2. Några spel är Dragon Ball Z: Budokai, Super Dragon Ball Z, Dragon Ball Online, Dragon Ball Xenoverse och Dragon Ball FighterZ.